# Artheneidae
Los arteneidos (Artheneidae) son una familia de insectos hemípteros del infraorden Pentatomomorpha.

## Géneros
Hay siete géneros y por lo menos 20 especies en la familiaː
- Artheneidea Kiritshenko, 1913
- Artheneis Spinola, 1837
- Chilacis Fieber, 1864
- Dilompus Scudder, 1957
- Holcocranum Fieber, 1860
- Nothochromus Slater, Woodward & Sweet, 1962
- Teutates Distant, 1909